# Peugeot 104
Peugeot 104 – mały samochód osobowy produkowany przez francuską firmę Peugeot w latach 1972-1988.

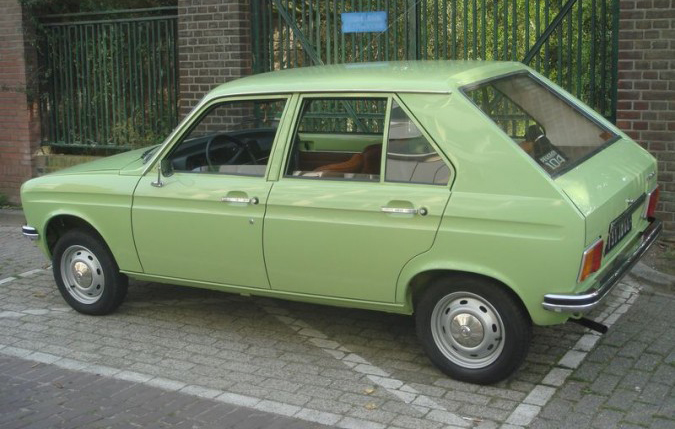
Peugeot 104 (1972–1976)

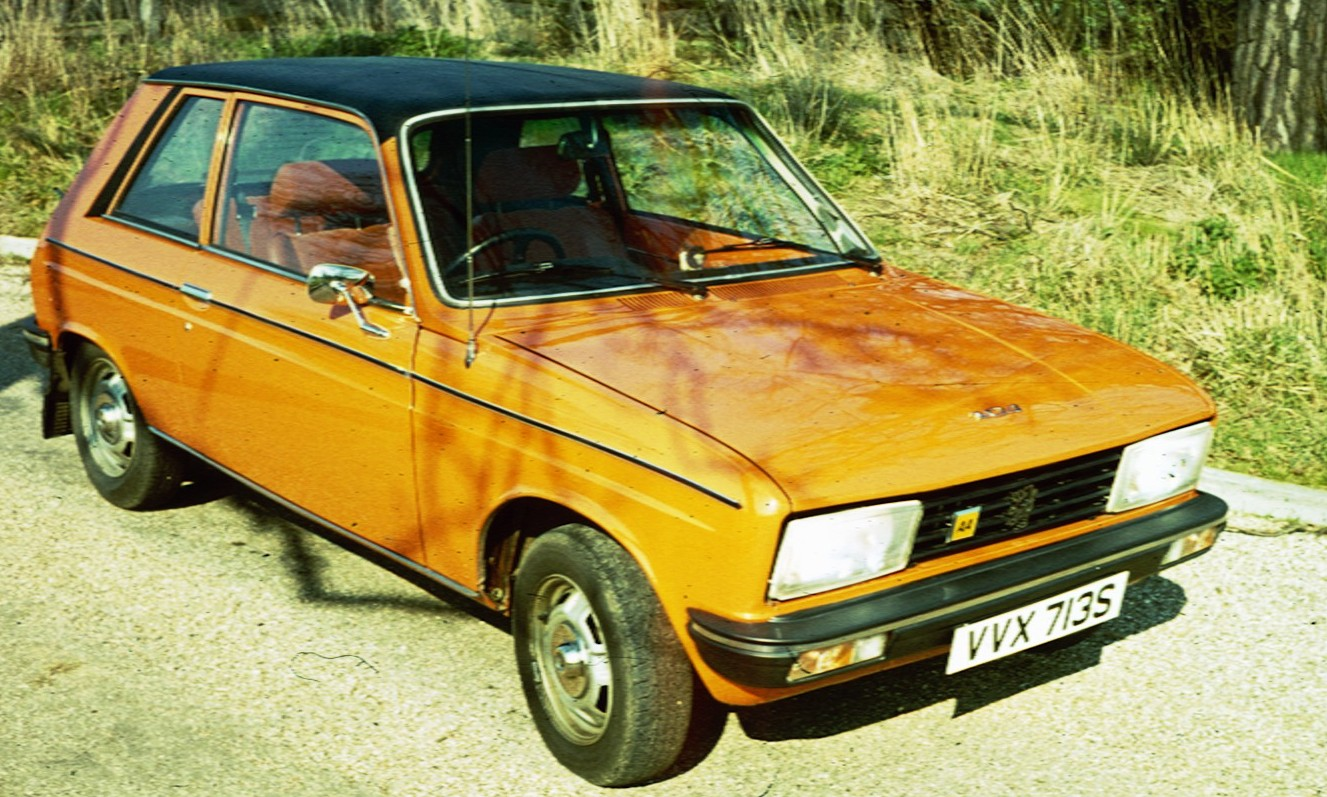
Peugeot 104 Coupé (1976–1988)

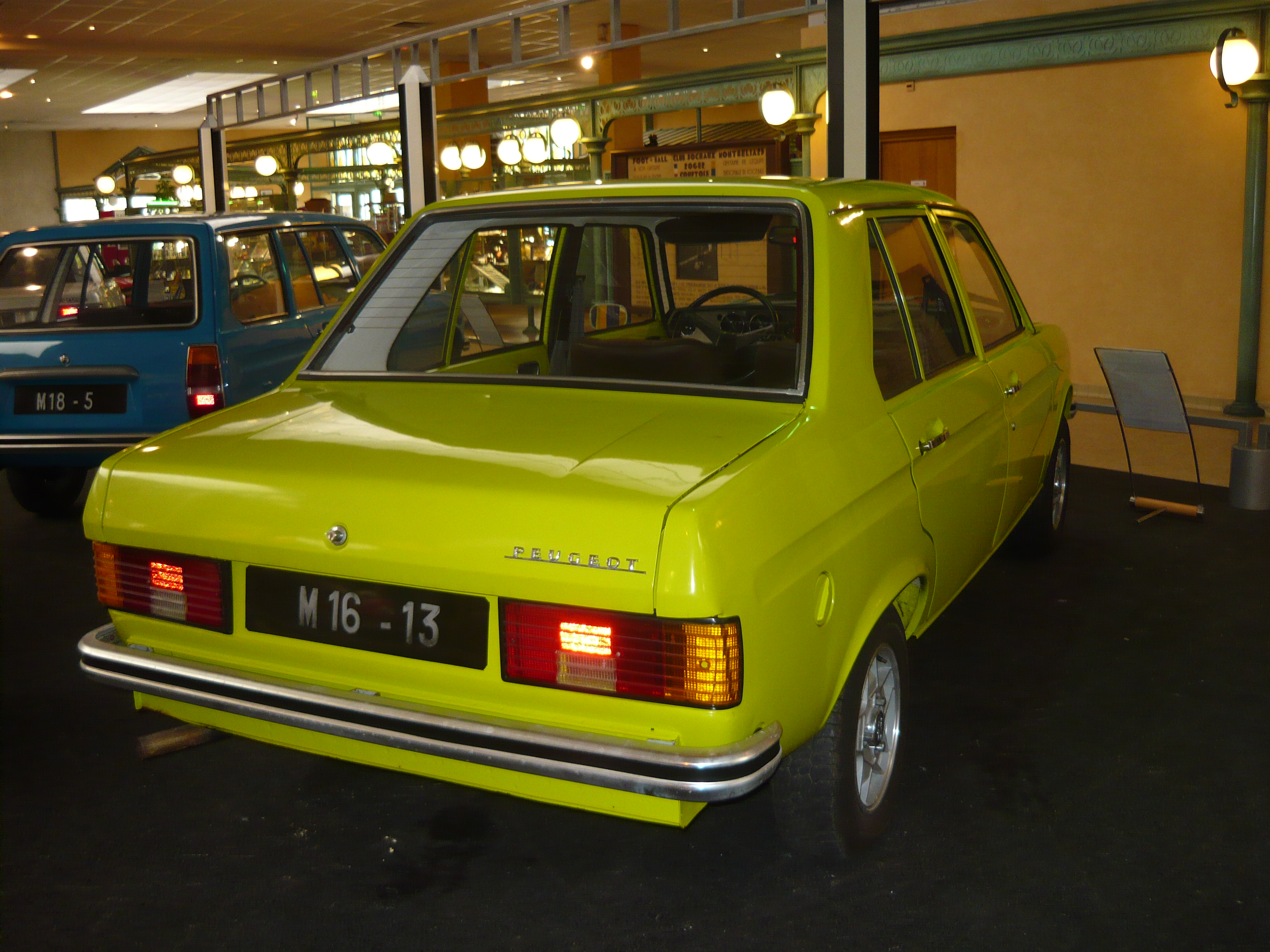
Peugeot 104 sedan (prototyp z 1975 roku)

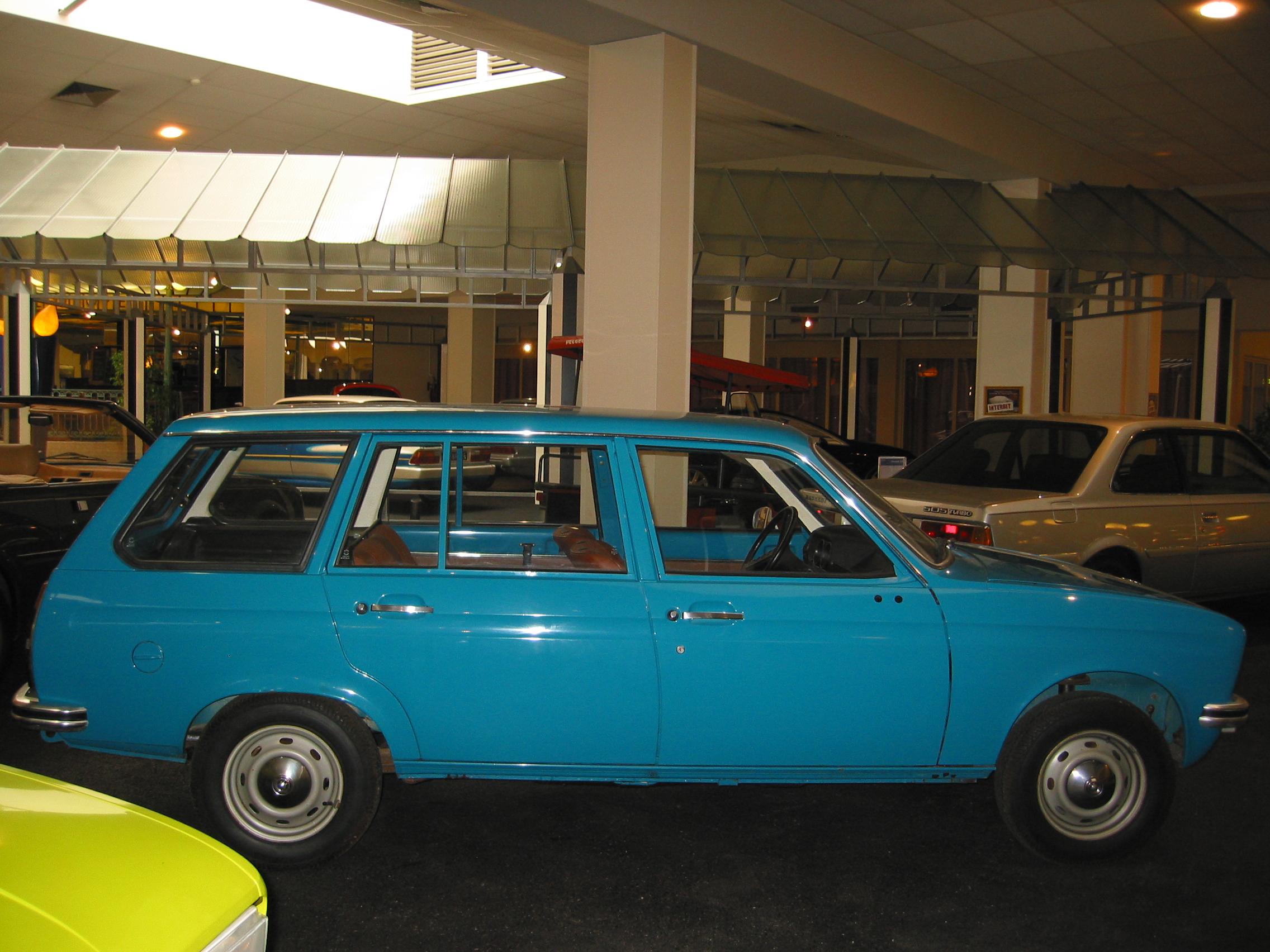
Peugeot 104 Break (prototyp z 1975 roku)

Samochód został wyposażony w ekonomiczne silniki, dobry układ podwozia zaowocował łatwym i stabilnym prowadzeniem pojazdu. Peugeot 104 przez cały okres produkcji sprzedawany był w różnych wersjach, przez cały czas jednak napędzany był jednostkami serii X tzw. Douvrin o pojemnościach 954cm³, 1124cm³, 1219cm³ oraz 1390cm³ które zostały opracowane przy współpracy z inżynierami od Renault. Skrzynia biegów była podobna do tej używanej przez British Motor Corporation w samochodzie Mini. Peugeot 104 sprzedawany był jako dwu- i czterodrzwiowy hatchback lub sedan, sylwetka obydwu wersji była jednak podobna.
Peugeot 104 był jednym z najbardziej udanych małych europejskich samochodów lat 70. Kiedy Peugeot rozpoczął sprzedaż całkowicie nowego modelu 205 w 1983, model 104 przestał być sprzedawany na europejskim rynku. Samochód był nadal montowany we Francji jako niszowy model Peugeota, produkcję ostatecznie zakończono w maju 1988. Przez 16 lat produkcji wyprodukowano 1 624 992 Peugeotów 104.

## Dane techniczne

### Silnik
- R4 1,0 l (954 cm³), 2 zawory na cylinder, SOHC
- Układ zasilania: gaźnik Solex
- Średnica cylindra × skok tłoka: 70,0 x 62,0 mm
- Stopień sprężania: 8,8:1
- Moc maksymalna: 46 KM (34 kW) przy 6000 obr./min
- Maksymalny moment obrotowy: 73 N•m przy 3000 obr./min

### Osiągi
- Przyspieszenie 0-100 km/h: b/d
- Prędkość maksymalna: b/d